# ماکسیمم (فیلم)
«ماکسیمم» (انگلیسی: Maximum (film)) یک فیلم است که در سال ۲۰۱۲ منتشر شد. از بازیگران آن می‌توان به ناصردین شاه اشاره کرد.